# Georg Della Pietra
Georg Della Pietra (* 1953) ist ein Schweizer Musiker.
Della Pietra wuchs in Altdorf UR auf und absolvierte die Kantonale Mittelschule Uri.  Er brachte sich diverse Instrumente selbst bei. Am Konservatorium Winterthur studierte er Klassische Gitarre und als Nebenfach das Violoncello. Gemeinsam mit Sebastian Storm bildete er das Winterthurer Gitarrenduo und war ausserdem Mitglied der Electronic- und Jazz-Formation Thomas Diethelm-Band. Bekannt wurde er auch als musikalischer Weggefährte des Liedermachers Dieter Wiesmann. Georg Della Pietra begleitete ihn während 15 Jahren auf seinen Tourneen und bei den CD-Produktionen.
Ausserdem betätigte sich Della Pietra als Komplementärmediziner, Fotograf, Journalist und Hotelier.
Mit Annette Démarais bildet er das Duo Hommage, das Lieder von Dieter Wiesmann nach dessen Tod von 2015 neu interpretiert.

## Diskographie
- Winterthurer Gitarrenduo: Winterthurer Gitarrenduo – Scarlatti, Haendel, Boccherini, Brahms, Granados (CD, Brambus Records)
- Winterthurer Gitarrenduo: Promenade – Rameau, Bach, Mussorgski (CD, Brambus Records)
- Thomas Diethelm-Band: Penguin in Love (LP/CD, Mercury 1986)[6]
- Thomas Diethelm-Band: Memory Games (LP/CD, Fink & Star 1988)
- Dieter Wiesmann und Georg della Pietra – Roti Socke (CD, Phonacord 1990)[7]
- Dieter Wiesmann und Georg della Pietra – Gäge de Strom (CD, Phonag 1994)[8]
- Dieter Wiesmann und Georg della Pietra – Schluss-Akkord (CD, Phonag 1998)[9]